# 谷口祐貴
谷口 祐貴（たにぐち ゆうき、2月25日 - ）は、日本の男性声優。81プロデュース所属。滋賀県出身。

## 人物
声種はハイバリトン。
テレビアニメ、外画吹き替えなどで活動。
趣味・特技は剣道、空手。

## 出演
太字はメインキャラクター。

### テレビアニメ
2003年
- まぶらほ（精霊）

2004年
- わがまま☆フェアリー シリーズ（2004年 - 2005年、イヤーン、溺れている男性、チューサン、生徒） - 2シリーズ

2005年
- プレイボール（村松）
- MÄR-メルヘヴン-（兵士、若者）

2006年
- きらりん☆レボリューション（2006年 - 2007年、イケメン、記者、スタッフ、生徒、店員、引越しスタッフ）
- .hack//Roots（メンバー）
- 武装錬金（生徒）
- MAJOR 2nd season（横井、受験生、選手、関、小柳）

2007年
- Over Deive（観客）
- 風の少女エミリー（ジャスパー）
- D.Gray-man（村人A）
- ハヤテのごとく!（他のみなさん）
- 流星のロックマン（ドライバー）

2008年
- ゼロの使い魔〜三美姫の輪舞〜（男子生徒C、生徒B）

2009年
- アキカン!（男子生徒）
- アラド戦記〜スラップアップパーティー〜（鬼騎士C）

2010年
- 極上!!めちゃモテ委員長（不良）

### OVA
- .hack//G.U. TRILOGY（2008年）

### ゲーム
- SIMPLE2000シリーズ Vol.31 THE 地球防衛軍（2003年）
- ヒミツの大奥（2009年、早乙女久遠、高梨真彦）
- ミマナ イアルクロニクル（2009年）

### 吹き替え
- 彼女を信じないでください（ヨンオクの婚約者）
- ジョージアの日記/ゆーうつでキラキラな毎日
- ティンカー・ベルと月の石
- ライラにお手あげ

### ラジオ
- 宮田幸季のNight Lovecall（インフォマーシャル担当）

### ラジオドラマ
- VOMIC 青空エール（城戸）

### ドラマCD
- キス・キス（森高和哉）※ちゃお2004年12月号付録
- DearGirl〜Stories〜響

### テレビ番組
- あの歌がきこえる

### シリーズ一覧
1. ↑  第3期『わんだほう』（2004年）、第4期『ちゃあみんぐ』（2005年）